# وادي القور
وادي القور هو مجرى مائي موسمي في جبال الحجر في رأس الخيمة في دولة الإمارات العربية المتحدة. يمتد الوادي من قرية القور الجبلية بالقرب من حتا مرورا بقرى الحويلات ورفاق والنصلة قبل عبور الحدود العمانية وانتشاره إلى سهل الباطنة وخليج عمان شمال قرية بوباقرة الساحلية العمانية.
يعتبر وادي القور طريقًا تجاريًا رئيسيًا تقليديًا، ويشكل أحد أقدم طرق القوافل من داخل الخليج إلى ساحل الباطنة.

## الإمتداد
يحتوي الوادي على عدد من مقابر عصر أم النار وكان مصدرًا غنيًا للاكتشافات الأثرية. مثل العديد من أودية جبل الحجر، فهي عرضة للفيضانات الغزيرة.  يتزايد عدد الشباب الذين يهجرون القرى في جميع أنحاء الوادي حيث ينتقلون إلى مدن الإمارات العربية المتحدة، كما أن الاحتلال الموسمي للمنازل أمر شائع، على سبيل المثال خلال احتفالات العيد، عندما يعود أفراد الأسرة إلى القرى. تعتبر القرى الواقعة على طول وادي قور موطنناً لأفراد قبائل دهمانية ووشحات وبني كعب، بالإضافة إلى بعض المحارزة.

يوجد في قرية رفق حصن من العصر الحديدي. رمم حصن من العصر الإسلامي في قرية النصلة. تنتشر سلسلة من أبراج المراقبة على جوانب الوادي على طول مجراه.

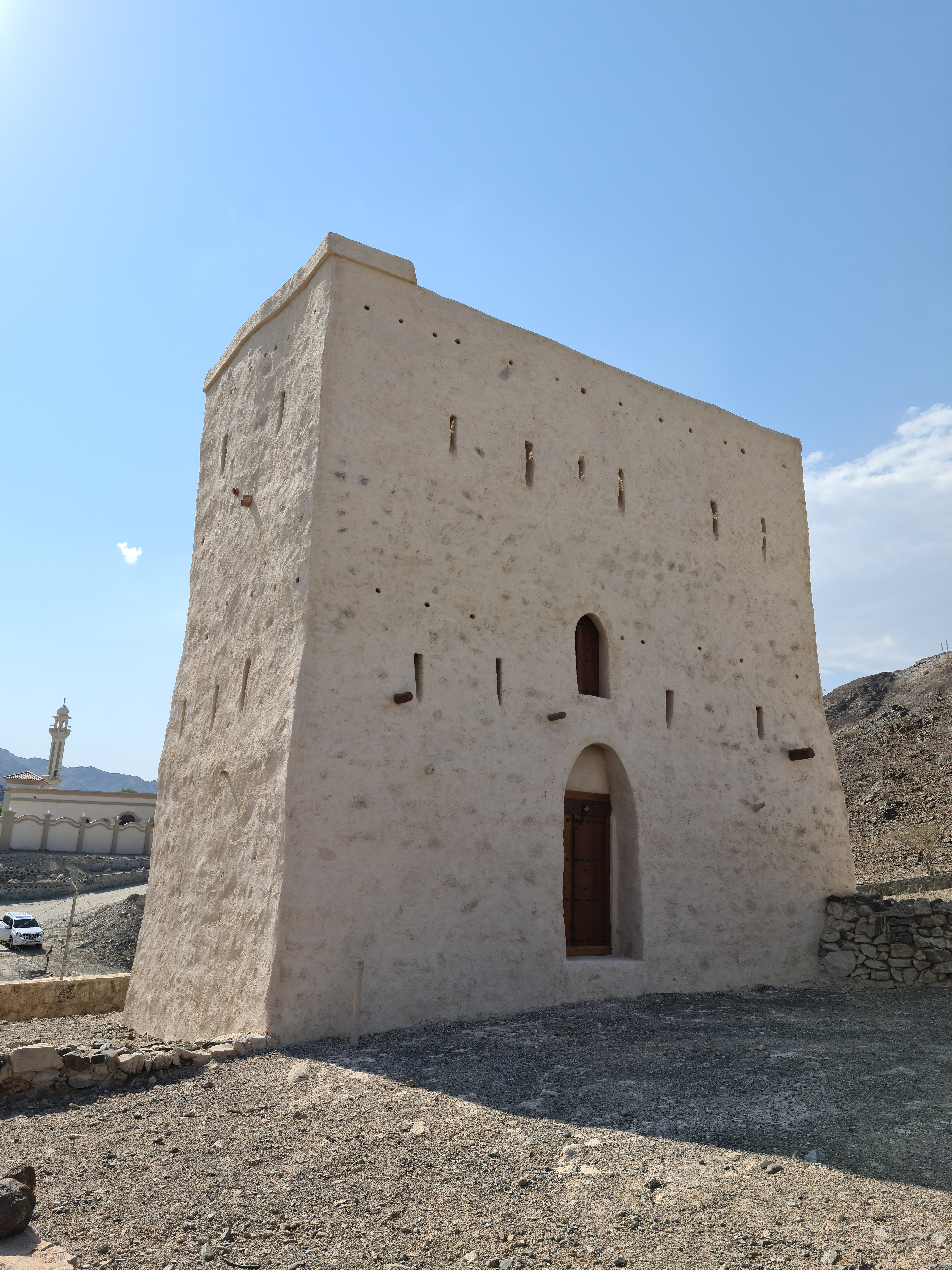
قلعة النصلة في وادي قور هي حصن من العصر الإسلامي، من المحتمل أن يكون قد شيد في القرن التاسع عشر.
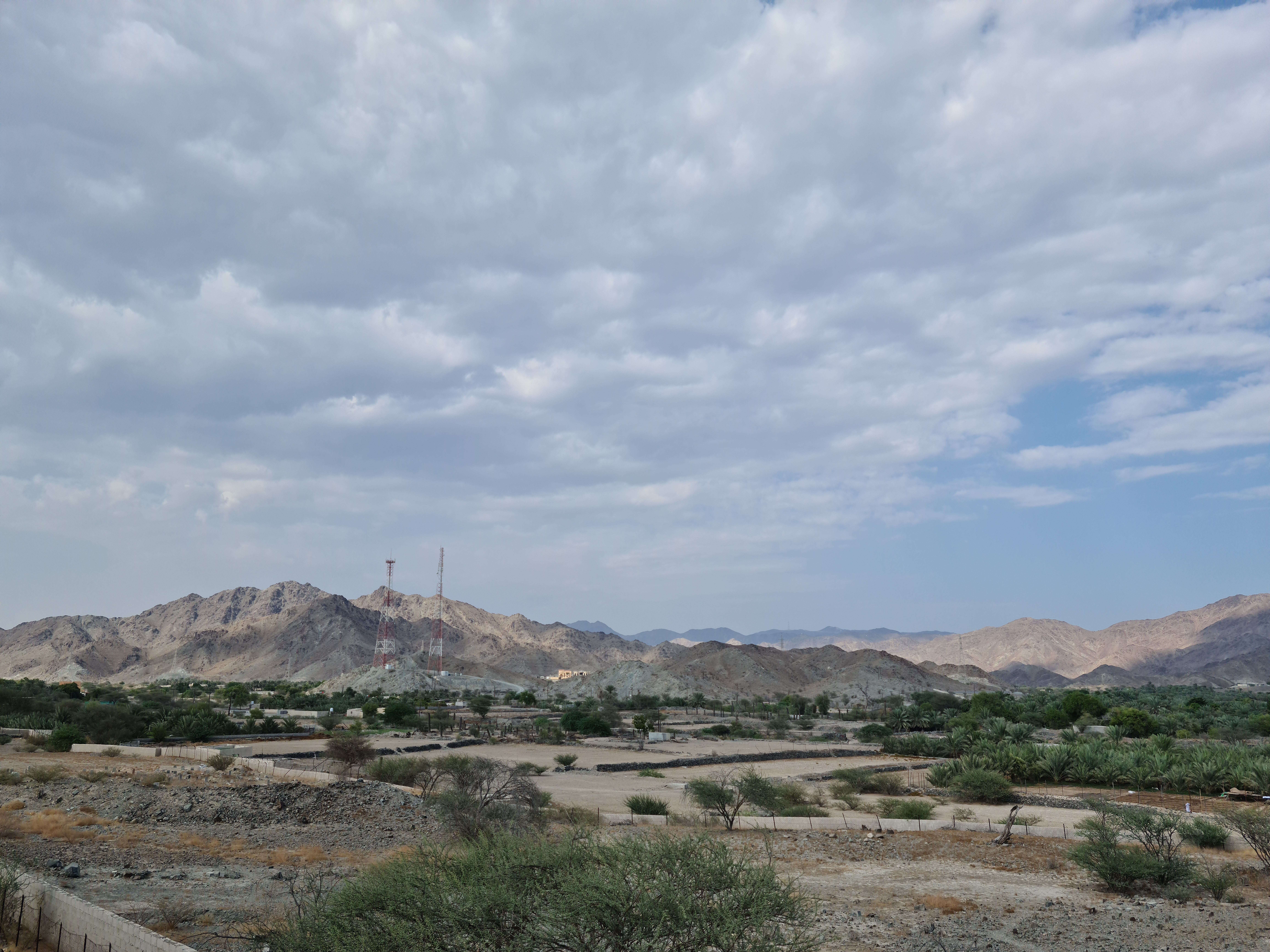
وادي قور يواجه الشمال في الحويلات
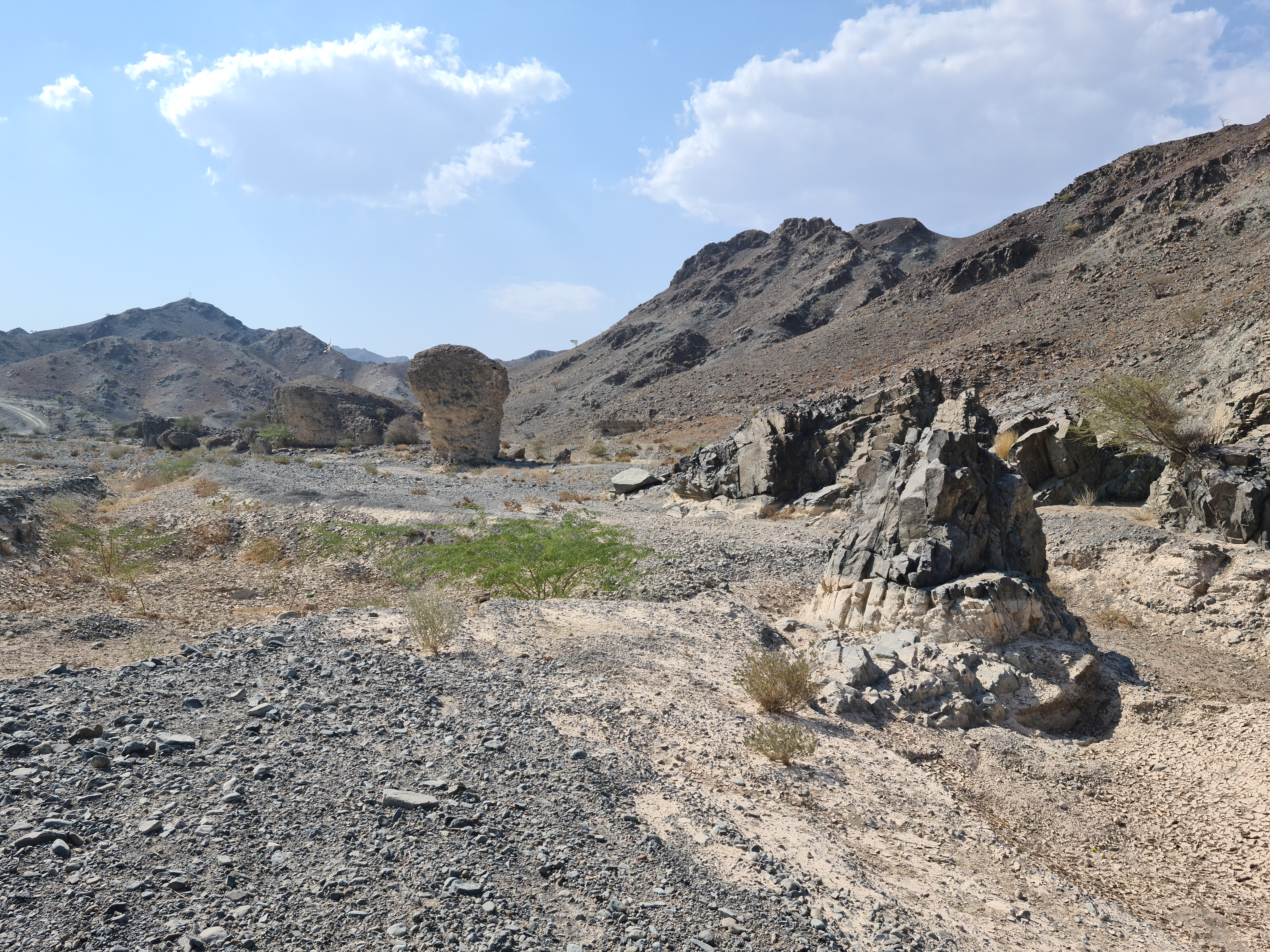
وادي قور في النصلة باتجاه الشمال
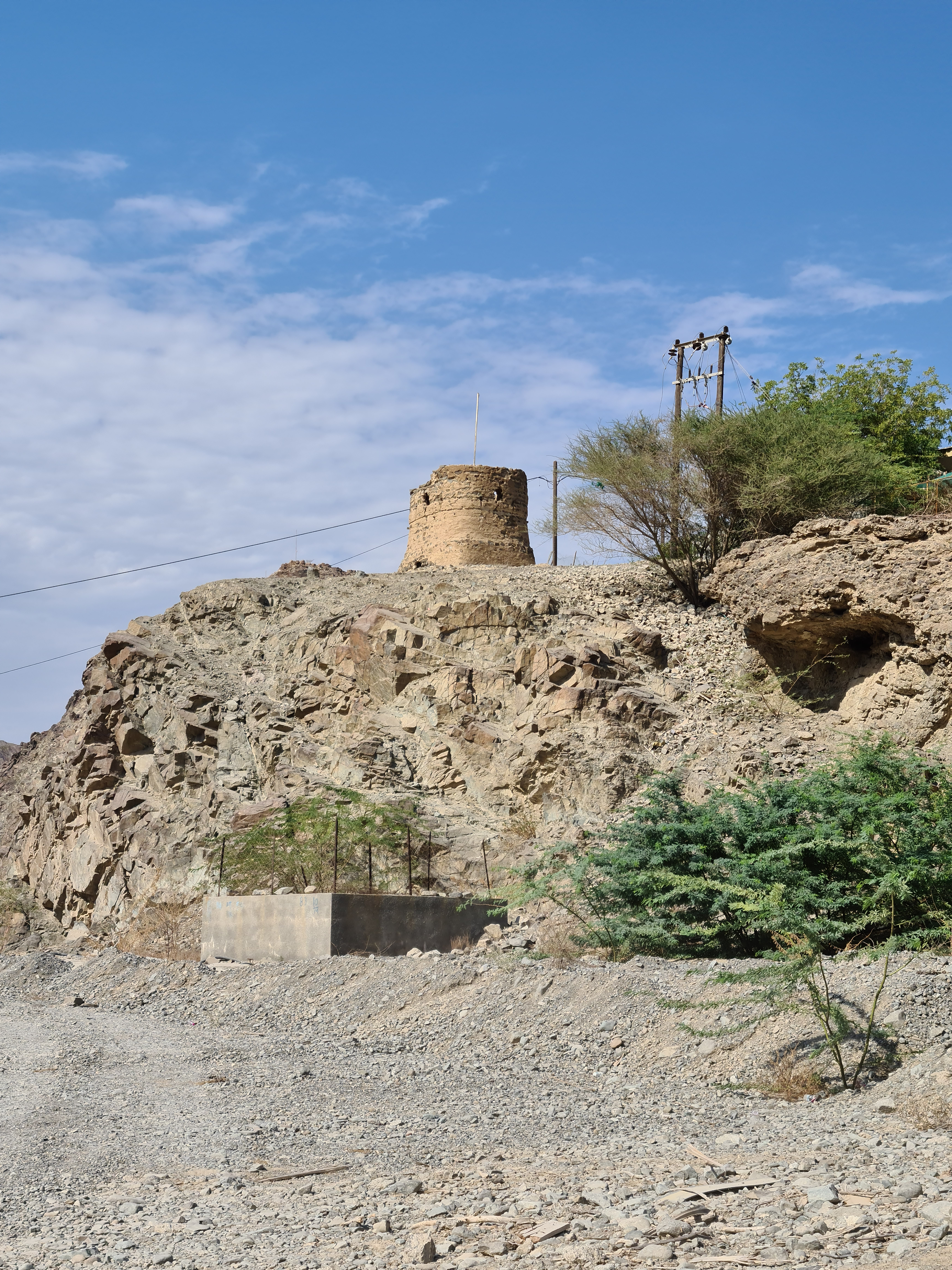
واحدة من سلسلة أبراج المراقبة (المتداعية في الغالب) المطلة على وادي قور